# Naveen Rao

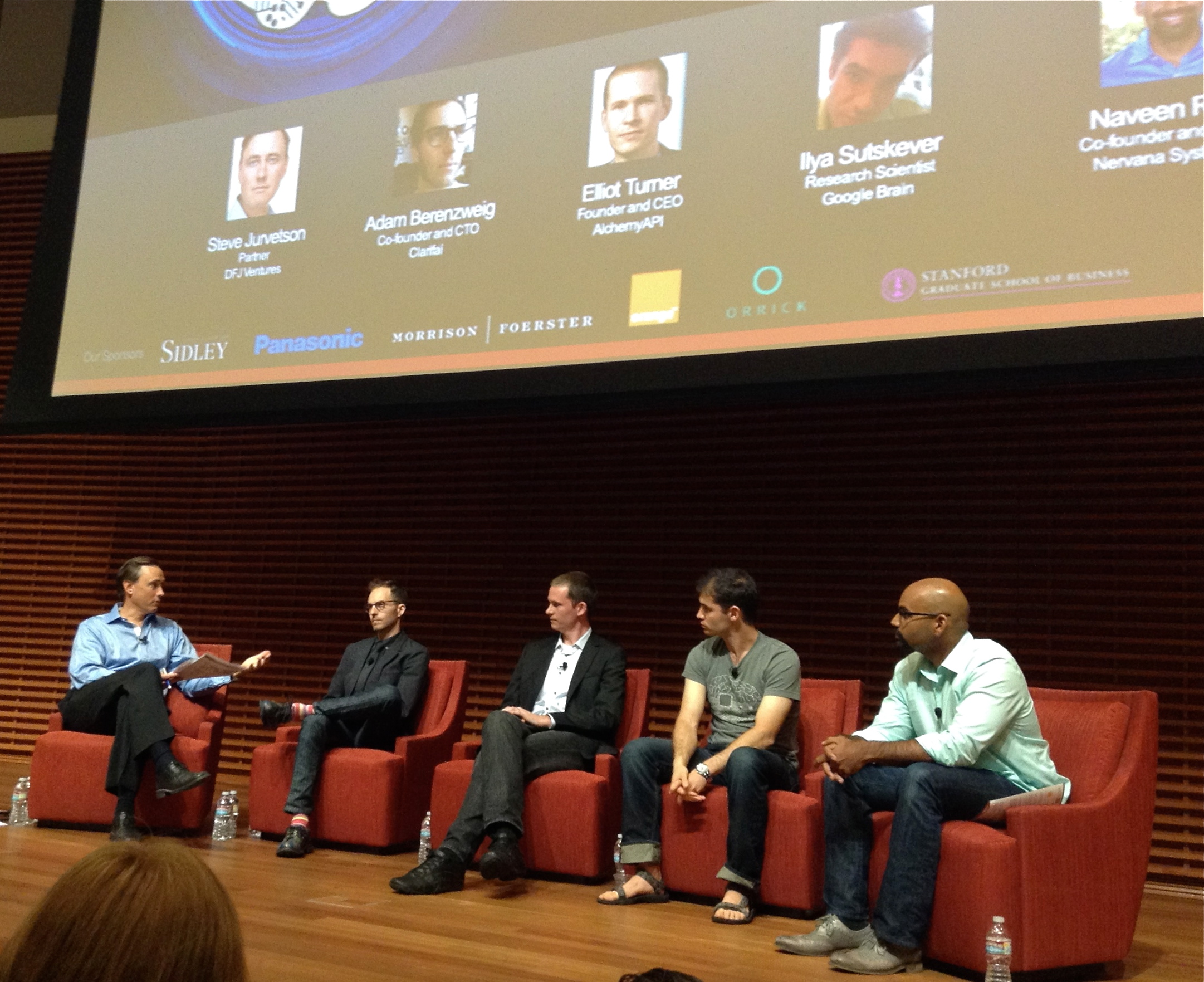
Naveen Rao (rechts) 2014 bei einer Podiumsdiskussion

Naveen Rao (* 21. Mai 1975 in San Diego) ist ein US-amerikanischer Unternehmer und Autorennfahrer. 

## Ausbildung und Beruf
Naveen Rao studierte Elektrotechnik und Informatik an der Duke University in Durham im US-amerikanischen Bundesstaat North Carolina. An der Brown University in Providence promovierte er mit einem Thema zur Computational Neuroscience.
2014 war er Gründungsmitglied von Nervana, einem Unternehmen, das sich mit künstlicher Intelligenz beschäftigt. Bereits zwei Jahre später erwarb Intel das Softwareunternehmen für rund 408 Millionen US-Dollar.

## Karriere als Rennfahrer
Seit 2017 ist Naveen Rao als Amateur-Rennfahrer aktiv. Er fuhr in der IMSA Prototype Challenge und gab 2020 sein Debüt beim 12-Stunden-Rennen von Sebring. Gemeinsam mit Jakub Śmiechowski und Matthew Bell steuerte er einen Oreca 07 an die 17. Stelle der Gesamtwertung. 2020 gewann er auf einem Norma M30 die IMSA Prototype Challenge und beendete die LMP2-Klass der Asian Le Mans Series 2021 auf dem sechsten Rang.

## Statistik

### Le-Mans-Ergebnisse
| Jahr | Team           | Fahrzeug | Teamkollege   | Teamkollege    | Platzierung | Ausfallgrund |
| ---- | -------------- | -------- | ------------- | -------------- | ----------- | ------------ |
| 2024 | Cool Racing    | Oreca 07 | Matthew Bell  | Frederik Vesti | Rang 24     |              |
| 2025 | Nielsen Racing | Oreca 07 | Cem Bölükbaşı | Colin Braun    | Ausfall     | Unfall       |

### Sebring-Ergebnisse
| Jahr | Team                      | Fahrzeug | Teamkollege       | Teamkollege  | Platzierung | Ausfallgrund |
| ---- | ------------------------- | -------- | ----------------- | ------------ | ----------- | ------------ |
| 2020 | Inter Europol Competition | Oreca 07 | Jakub Śmiechowski | Matthew Bell | Rang 17     |              |

### Einzelergebnisse in der FIA-Langstrecken-Weltmeisterschaft
| Saison | Team           | Rennwagen | 1   | 2   | 3   | 4   | 5   | 6   | 7   | 8   |
| ------ | -------------- | --------- | --- | --- | --- | --- | --- | --- | --- | --- |
| 2024   | Cool Racing    | Oreca 07  | KAT | IMO | SPA | LEM | SAO | AUS | FUJ | BAH |
| 2024   | Cool Racing    | Oreca 07  | 24  |     |     |     |     |     |     |     |
| 2025   | Nielsen Racing | Oreca 07  | KAT | IMO | SPA | LEM | SAO | AUS | FUJ | BAH |
| 2025   | Nielsen Racing | Oreca 07  | DNF |     |     |     |     |     |     |     |